# Црвенковский, Бранко
Бра́нко Црвенко́вский (макед. Бранко Црвенковски, МФА: [bra'nkɔ tsr̩vɛ'nkɔfski]о файле) (род. 12 октября 1962, Сараево, Босния и Герцеговина, СФРЮ) — македонский государственный и политический деятель, президент Республики Македония с 2004 по 2009 год.

## Биография

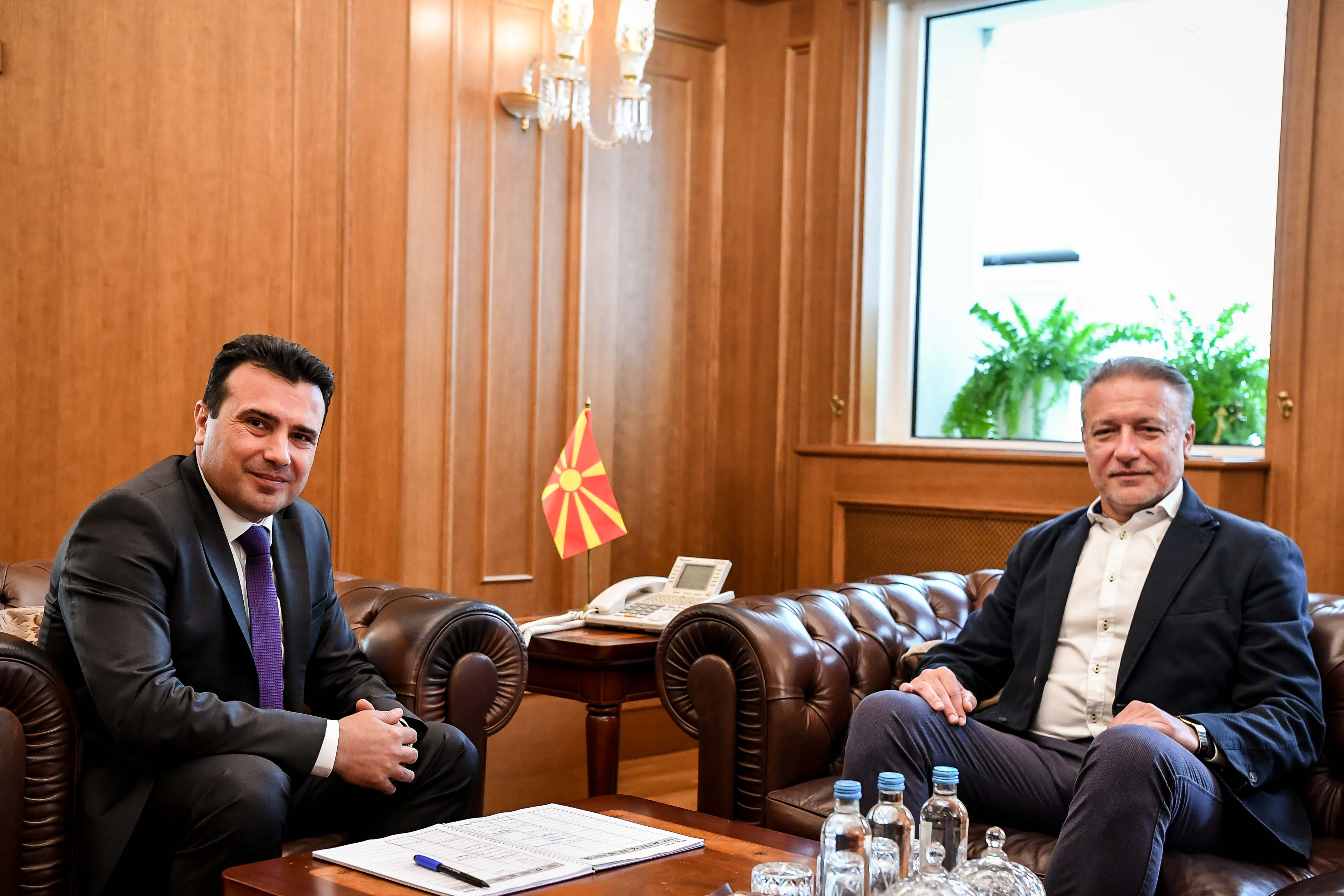
Встреча премьер-министра Северной Македонии Зорана Заева с бывшим президентом Македонии Бранко Црвенковским. Скопье, 17 мая 2019 года

Карьеру начал в Союзе коммунистов Македонии. В 1990 году, на первых многопартийных выборах в Республике Македония, прошедших ещё во время существования СФРЮ, избран депутатом первого созыва Собрания Македонии. В апреле 1991 года стал председателем Социал-демократического союза Македонии (бывший Союз коммунистов). 5 сентября 1992 года стал главой правительства — вторым премьером Македонии со времени её отделения от Югославии. Был самым молодым премьером в Европе на тот период (29 лет).
В 1998 году, после поражения левых на парламентских выборах, возглавил оппозицию. С 2002 года, после победы СДСМ на парламентских выборах вновь Премьер-министр Македонии. После гибели Бориса Трайковского в апреле 2004 года избран президентом Македонии. 12 мая того же года вступил в должность, уйдя в отставку с постов премьер-министра страны и председателя СДСМ. Срок полномочий Црвенковского истёк в марте 2009 года.
22 марта 2009 года состоялся первый тур выборов президента Македонии. Наибольшее число голосов получил представитель партии ВМРО-ДПМНЕ Георге Иванов. Во втором туре, состоявшемся 5 апреля 2009, Иванов набрал свыше 63 % голосов и опередил Любомира Фрчкоского, представителя СДСМ. Таким образом, Иванов стал четвёртым президентом Македонии, сменив Бранко Црвенковского.
Бранко Црвенковский — почётный член международного фонда International Raoul Wallenberg Foundation.